# Morti nel 1995/Gennaio
| Questa pagina contiene informazioni ricavate automaticamente dalle voci biografiche con l'ausilio del template Bio e di un bot. L'aggiornamento è periodico e automatico e ricostruisce completamente la pagina. Se manca una persona in questa lista, sei pregato di non aggiungerla, ma accertati piuttosto che la sua voce biografica contenga il template Bio e che i dati anagrafici siano correttamente compilati. Se il template Bio manca, inseriscilo tu stesso o, in alternativa, metti l'avviso {{tmp\|Bio}} che ne segnala la mancanza. Se i dati riportati sono sbagliati, correggi direttamente la voce biografica; le modifiche saranno visibili in questa lista entro pochi giorni. Per chiarimenti vedi il progetto biografie. La lista contiene solo le 139 persone che sono citate nell'enciclopedia e per le quali è stato implementato correttamente il template Bio. Pagina aggiornata al 10 lug 2025. |

- 1º gennaio - Leigh Bowery, artista australiano (n. 1961)
- 1º gennaio - Filibello, paroliere, giornalista e compositore italiano (n. 1900)
- 1º gennaio - Nina Leen, fotografa statunitense (n. 1906)
- 1º gennaio - Robert Niederkirchner, calciatore tedesco (n. 1924)
- 1º gennaio - Ugo Piazzi, politico e sindacalista italiano (n. 1912)
- 1º gennaio - Frederick West, serial killer britannico (n. 1941)
- 1º gennaio - Eugene Wigner, fisico e matematico ungherese (n. 1902)
- 1º gennaio - Sara Zyskind, scrittrice e superstite dell'Olocausto polacca (n. 1927)
- 2 gennaio - Nancy Kelly, attrice statunitense (n. 1921)
- 2 gennaio - Keith McDaniel, danzatore statunitense (n. 1956)
- 2 gennaio - Graham Sharp, pattinatore artistico su ghiaccio britannico (n. 1917)
- 2 gennaio - Mohammed Siad Barre, politico e generale somalo (n. 1919)
- 3 gennaio - Roland Harrah III, attore, musicista e cantante statunitense (n. 1973)
- 4 gennaio - José Corts Grau, giurista e politico spagnolo (n. 1905)
- 4 gennaio - Dorothy Granger, attrice statunitense (n. 1911)
- 4 gennaio - Eduardo Mata, direttore d'orchestra e compositore messicano (n. 1942)
- 4 gennaio - Daria Menicanti, poetessa e traduttrice italiana (n. 1914)
- 4 gennaio - Brooks Stevens, designer statunitense (n. 1911)
- 5 gennaio - Hugh Hamilton DeWitt, ittiologo, biologo e oceanografo statunitense (n. 1933)
- 5 gennaio - Paul Jacquier, generale e aviatore francese (n. 1910)
- 5 gennaio - Francis Lopez, compositore francese (n. 1916)
- 5 gennaio - Floyd Volker, cestista statunitense (n. 1921)
- 5 gennaio - Kiyoo Wadati, sismologo giapponese (n. 1902)
- 6 gennaio - Alex Colon, attore portoricano (n. 1941)
- 6 gennaio - Todor Diev, calciatore bulgaro (n. 1934)
- 6 gennaio - Flora Lillo, attrice e showgirl italiana (n. 1928)
- 7 gennaio - Agustín Gaínza, calciatore e allenatore di calcio spagnolo (n. 1922)
- 7 gennaio - Memo Geremia, rugbista a 15, allenatore di rugby a 15 e dirigente sportivo italiano (n. 1931)
- 7 gennaio - Harry Golombek, scacchista e giornalista britannico (n. 1911)
- 7 gennaio - Murray Rothbard, economista, filosofo e politico statunitense (n. 1926)
- 7 gennaio - Art Stoefen, cestista statunitense (n. 1914)
- 7 gennaio - Ted Tetzlaff, regista e direttore della fotografia statunitense (n. 1903)
- 7 gennaio - Antonio Trombone, pianista italiano (n. 1913)
- 8 gennaio - Alfredo Bovio Di Giovanni, pittore italiano (n. 1907)
- 8 gennaio - Carlos Monzón, pugile e attore argentino (n. 1942)
- 9 gennaio - Luigi Aliquò, avvocato, politico e giornalista italiano (n. 1926)
- 9 gennaio - Peter Cook, attore e comico britannico (n. 1937)
- 9 gennaio - Gisela Mauermayer, discobola e pesista tedesca (n. 1913)
- 9 gennaio - Elizabeth Roboz Einstein, chimica e neuroscienziata ungherese (n. 1904)
- 9 gennaio - Stig Sjölin, pugile svedese (n. 1928)
- 9 gennaio - Souphanouvong, rivoluzionario e politico laotiano (n. 1909)
- 10 gennaio - Giovanni Romano Bacchin, filosofo italiano (n. 1929)
- 10 gennaio - Boris Gurevič, lottatore sovietico (n. 1931)
- 10 gennaio - Alexandre Serebriakoff, pittore e illustratore russo (n. 1907)
- 11 gennaio - Raffaele Allocca, politico italiano (n. 1924)
- 11 gennaio - Josef Gingold, violinista e docente statunitense (n. 1909)
- 11 gennaio - Onat Kutlar, sceneggiatore, poeta e saggista turco (n. 1936)
- 11 gennaio - Ignacio Matte Blanco, psichiatra e psicoanalista cileno (n. 1908)
- 11 gennaio - Luigi Michelazzi, patologo italiano (n. 1903)
- 11 gennaio - Lea Mrázová, pittrice e traduttrice slovacca (n. 1906)
- 11 gennaio - Denis Charles Neville, allenatore di calcio e calciatore inglese (n. 1915)
- 11 gennaio - Giovanni Battista Parodi, vescovo cattolico italiano (n. 1899)
- 11 gennaio - Peter Pratt, attore e cantante britannico (n. 1923)
- 11 gennaio - Theodor Wisch, generale tedesco (n. 1907)
- 12 gennaio - Kay Aldridge, attrice e modella statunitense (n. 1917)
- 12 gennaio - Tino Carraro, attore italiano (n. 1910)
- 12 gennaio - Rodolfo de Zorzi, calciatore argentino (n. 1921)
- 12 gennaio - Takako Irie, attrice e produttrice cinematografica giapponese (n. 1911)
- 12 gennaio - Conny Rux, pugile tedesco (n. 1925)
- 13 gennaio - Johannes Hubschmid, linguista svizzero (n. 1916)
- 13 gennaio - Ray Johnson, artista statunitense (n. 1927)
- 13 gennaio - David Looker, bobbista britannico (n. 1913)
- 13 gennaio - Zsigmond Villányi, pentatleta ungherese (n. 1950)
- 14 gennaio - Alexander Gibson, direttore d'orchestra scozzese (n. 1926)
- 14 gennaio - Huang Chieh, generale e politico cinese (n. 1902)
- 14 gennaio - Giuseppe Tommasi, avvocato e politico italiano (n. 1905)
- 15 gennaio - Filippo Gaja, giornalista e scrittore italiano (n. 1926)
- 16 gennaio - Alfredo Censi, attore, doppiatore e direttore del doppiaggio italiano (n. 1922)
- 16 gennaio - Paul Delouvrier, politico francese (n. 1914)
- 16 gennaio - Cesare Fera, architetto e ingegnere italiano (n. 1922)
- 16 gennaio - Karl Lukas, attore statunitense (n. 1919)
- 17 gennaio - Raf Baldassarre, attore italiano (n. 1931)
- 17 gennaio - Wilhelm Haferkamp, sindacalista e politico tedesco (n. 1923)
- 17 gennaio - Giovanni Lurani, pilota automobilistico, ingegnere e giornalista italiano (n. 1905)
- 17 gennaio - Miguel Torga, scrittore e poeta portoghese (n. 1907)
- 17 gennaio - Carlo Pes, chitarrista, compositore e arrangiatore italiano (n. 1927)
- 18 gennaio - Adolf Friedrich Johann Butenandt, biochimico tedesco (n. 1903)
- 18 gennaio - Cliff Fagan, arbitro di pallacanestro e dirigente sportivo statunitense (n. 1911)
- 18 gennaio - Emilio Servadio, psicoanalista, parapsicologo e esoterista italiano (n. 1904)
- 19 gennaio - Kaj Andersen, calciatore danese (n. 1932)
- 19 gennaio - Roberto Fogu, pianista e cantante italiano (n. 1936)
- 19 gennaio - Hermann Henselmann, architetto tedesco (n. 1905)
- 19 gennaio - Tony Kaseta, cestista statunitense (n. 1923)
- 19 gennaio - Italo Viglianesi, sindacalista e politico italiano (n. 1916)
- 20 gennaio - Mehdi Bazargan, politico iraniano (n. 1907)
- 20 gennaio - Antonio Brivio, pilota automobilistico e bobbista italiano (n. 1905)
- 20 gennaio - Piero Maggioni, pittore italiano (n. 1931)
- 20 gennaio - Tullia Socin, pittrice italiana (n. 1907)
- 21 gennaio - Philippe Casado, ciclista su strada francese (n. 1964)
- 21 gennaio - Ed Gregory, allenatore di pallacanestro e dirigente sportivo statunitense (n. 1931)
- 21 gennaio - Alex Groza, cestista, allenatore di pallacanestro e dirigente sportivo statunitense (n. 1926)
- 21 gennaio - John Halas, animatore ungherese (n. 1912)
- 21 gennaio - Edward Hidalgo, politico statunitense (n. 1912)
- 21 gennaio - George Stibitz, informatico statunitense (n. 1904)
- 22 gennaio - Jerry Blackwell, wrestler statunitense (n. 1949)
- 22 gennaio - Rose Kennedy, filantropa statunitense (n. 1890)
- 22 gennaio - Filippo Marignoli, pittore italiano (n. 1926)
- 22 gennaio - Giulio Turcato, pittore italiano (n. 1912)
- 23 gennaio - Dionigi Burranca, musicista italiano (n. 1913)
- 23 gennaio - Albertis Harrison, politico statunitense (n. 1907)
- 23 gennaio - Peter Luke, scrittore, editore e produttore cinematografico britannico (n. 1919)
- 23 gennaio - Nils Tycho Norlindh, botanico e genetista svedese (n. 1906)
- 23 gennaio - George Stobbart, calciatore inglese (n. 1921)
- 24 gennaio - Franco Claudio Ferrari, violinista italiano (n. 1918)
- 24 gennaio - Sergio Pison, calciatore e allenatore di calcio italiano (n. 1930)
- 25 gennaio - Erich Hof, calciatore e allenatore di calcio austriaco (n. 1936)
- 25 gennaio - John Smith, attore statunitense (n. 1931)
- 25 gennaio - William Sylvester, attore statunitense (n. 1922)
- 25 gennaio - Albert Tucker, matematico canadese (n. 1905)
- 26 gennaio - Deo Baldi, calciatore italiano (n. 1911)
- 26 gennaio - Guido Bernardi, politico italiano (n. 1923)
- 26 gennaio - Marcel Bidot, ciclista su strada francese (n. 1902)
- 26 gennaio - Vic Buckingham, calciatore e allenatore di calcio inglese (n. 1915)
- 26 gennaio - Ugo Celada da Virgilio, pittore italiano (n. 1895)
- 26 gennaio - Bernardo Leighton, politico cileno (n. 1909)
- 26 gennaio - Geoffrey Parsons, pianista australiano (n. 1929)
- 26 gennaio - Pat Welsh, attrice statunitense (n. 1915)
- 27 gennaio - Livio Maccarino, calciatore italiano (n. 1920)
- 27 gennaio - Raphael M. Robinson, matematico statunitense (n. 1911)
- 27 gennaio - Jean Tardieu, artista, poeta e drammaturgo francese (n. 1903)
- 28 gennaio - Aldo Gordini, pilota automobilistico francese (n. 1921)
- 28 gennaio - James Grant, funzionario statunitense (n. 1912)
- 28 gennaio - Cesare Peruzzi, pittore italiano (n. 1894)
- 28 gennaio - Branka Prelević, cestista jugoslava
- 28 gennaio - Ferruccio Tagliavini, tenore e attore italiano (n. 1913)
- 28 gennaio - Dick Taylor, allenatore di calcio e calciatore inglese (n. 1918)
- 28 gennaio - Claudio Vacca, calciatore e allenatore di calcio argentino (n. 1915)
- 28 gennaio - Cyriel Van Overberghe, ciclista su strada belga (n. 1912)
- 29 gennaio - Dickie Burnell, canottiere britannico (n. 1917)
- 29 gennaio - Alfredo Méndez González, vescovo cattolico statunitense (n. 1907)
- 29 gennaio - Maria Tedeschi, attrice italiana (n. 1904)
- 30 gennaio - Sylvia de Arruda Botelho Bittencourt, giornalista brasiliana
- 30 gennaio - Mario Coda Spirito, politico e partigiano italiano (n. 1903)
- 30 gennaio - Gerald Durrell, naturalista, zoologo e esploratore britannico (n. 1925)
- 30 gennaio - George Poyser, calciatore e allenatore di calcio inglese (n. 1910)
- 31 gennaio - George Abbott, commediografo, sceneggiatore e regista statunitense (n. 1887)
- 31 gennaio - Ghigo De Chiara, drammaturgo, critico letterario e sceneggiatore italiano (n. 1921)
- 31 gennaio - Francesco Finocchiaro, imprenditore e dirigente d'azienda italiano (n. 1930)
- 31 gennaio - Nicola Ruffolo, notaio, scrittore e filosofo italiano (n. 1914)